# بوئن (ویرجینیای غربی)
بوئن (به انگلیسی: Bowen) یک منطقهٔ مسکونی در ایالات متحده آمریکا است که در شهرستان وین، ویرجینیای غربی واقع شده‌است. بوئن ۱۸۱٫۹۷ متر بالاتر از سطح دریا واقع شده‌است.